# Садово (Сохачевський повіт)
Садово (пол. Sadowo) — село в Польщі, у гміні Ілув Сохачевського повіту Мазовецького воєводства.
Населення — 169 осіб (2011).
У 1975-1998 роках село належало до Плоцького воєводства.

## Демографія
Демографічна структура станом на 31 березня 2011 року:
|          | Загалом | Допрацездатний вік | Працездатний вік | Постпрацездатний вік |
| -------- | ------- | ------------------ | ---------------- | -------------------- |
| Чоловіки | 101     | 20                 | 68               | 13                   |
| Жінки    | 68      | 12                 | 36               | 20                   |
| Разом    | 169     | 32                 | 104              | 33                   |